# Софроний (Дринчек)
Епи́скоп Софро́ний (рум. Episcop Sofronie, в миру Раду Штефан Дринчек, рум. Radu Ștefan Drincec; 3 ноября 1967, Арад) — епископ Румынской православной церкви, епископ Орадский и Бихорский (Трансильванская митрополия).

## Биография
Родился 3 ноября 1967 года в семье Петру и Марии Дринчек. В июне 1986 года окончил лицей им. Мойсе Никоарэ и Йоана Славича. С 1987 по 1993 год учился в Тимишоарском медицинском институте со специализацией по общей медицине и получил диплом доктора-медика со средним баллом 10. В 1993 году поступил на богословский факультет Университета Аурела Влачу в Араде со специализацией по пастырскому богословию.
В 1995 году поступил послушником в Монастырь Ходош-Бодрог. Во время Успенского поста того года епископ Арадским Тимофеем (Севичу) был пострижен в монашество в честь святителя Софрония Иерусалимского. 12 августа того же года митрополитом Серафимом (Жоантэ) рукоположен в сан иеродиакона, а на следующий день — в сан иеромонаха.
С октября 1995 до июня 1997 года служил священником-духовником монастыре святого Симеона Столпника в Араде.
В июне 1997 года окончил богословский институт со званием лиценциата по богословию.
С 1997 года и по январь 1998 года занимался организацией Отдела социальной помощи Арадской епископии. С января 1998 года до февраля 1999 года где служил секретарём патриаршего кабинета в Бухаресте. 28 августа 1998 года был возведён в сан протосинкелла.
30 января 1999 года решением Священного Синода Румынской православной церкви назначен определён правящим архиереем Румынской православной епископии Венгрии. 7 февраля того же года возведён в сан архимандрита. 21 февраля того же года в кафедральном соборе святителя Николая в Дьюле состоялась его епископская хиротония и интронизация, совершённые 16 иерархами во главе с Патриархом Румынским Феоктистом.
13 февраля 2007 года решением Священного Синода Румынской православной церкви переведён на Орадскую и Бихорскую епархию. 25 февраля того же года в Успенском («лунном») кафедральном соборе в Оради состоялась его интронизация, которую митрополит Трансильванский Лаврентий (Стреза). Во время интронизации протянул руку присутствовавшему на его итронизации греко-католическому епископу Вирджилу Берче, которого он назвал «братом», и попросил его преодолеть вместе с добрым пониманием, различия и препятствия, которые разделяют две церкви, особенно те, которые касаются изъятия культовых зданий.